# 堀之内 (川崎市)
堀之内（ほりのうち）は、神奈川県川崎市川崎区にある町名「堀之内町（ほりのうちちょう）」のこと。丁目の設定がない単独町名。住居表示未実施区域。面積は0.0648km²。堀之内には、ソープランド街があり、関東では東京の吉原に次ぐ規模である。以下、堀之内のソープランド街を中心に記述する。

## 歴史
当地は平安時代末期の武将である河崎基家の居所に比定されている。後に、小田原北条氏家臣の間宮氏が住した。
寛永8年（1631年）、元禄10年（1697年）、幕末ともに堀之内は幕府領であるが、天正20年（1592年）の山王社（稲毛神社）の検地帳に村名が記録があるように、山王社領があった。
1964年（昭和44年）11月に、区画整理により堀之内町が新設された。
江戸時代よりこの近辺は東海道川崎宿の宿場町として栄え、飯盛女を置いていた旅籠が多かった。戦後も青線地帯として売春が行われていたが、1958年に売春防止法が施行されたことにより、多くの売春宿は廃業に追い込まれたが、一部の店舗はちょんの間として細々と営業していた。
1960年、堀之内に初めてのトルコ風呂である「京浜トルコ」が開店した。1966年に風俗営業等取締法が改正されて堀之内地区が公式にトルコ風呂の許可地域となり、1969年に城郭風の豪華建築の高級トルコ風呂である「川崎城」が開店すると大成功し、トルコ街として栄えることになった。さらに同店に勤務する嬢が「泡踊り」と呼ばれるボディ洗いのマットプレイのサービスを発明したといわれる。「泡踊り」のサービスは日本中のトルコ風呂へ広がっていったが、その本家堀之内では「川崎流」と呼ばれる「泡踊り」の技術（どのような体の向きや位置であっても絶対に肌の密着を中断させずに行うもの）が発明され、「テクニックの堀之内」と呼ばれるようになった。なお「川崎流」の源流はトルコ風呂「王朝」だといわれる。
1980年代にトルコ風呂はソープランドに改称され、エイズが日本で感染例が確認されて性風俗業界が伸び悩む中、1991年に堀之内特殊浴場協会は全国に先駆けて加盟店に対してコンドーム着用を義務づけることになった。2013年1月現在、堀之内のソープランドの店舗数は、55店舗である（内訳は堀之内特殊浴場協会加盟店が29店舗、川崎堀之内新ソープランド協会加盟店が26店舗）。関東では東京の吉原に次ぐ規模である。
青線時代からの名残りで「ちょんの間」と呼ばれる業態店舗も多く存在したが、神奈川県警察の摘発と指導を受け、2005年8月26日に34店舗が加盟する川崎東地区料理飲食店組合が、川崎警察署にて解散を宣言した。これにより組合加盟の店が廃業し、組合非加盟の外人娼婦の店など一部の店だけが存続した。しかし2009年に数回にわたる一斉摘発が実施されたことで、韓国人ら34名が逮捕され、9店舗が閉鎖に追い込まれた。

## 世帯数と人口
2025年（令和7年）6月30日現在（川崎市発表）の世帯数と人口は以下の通りである。
| 町丁     | 世帯数    | 人口    |
| -------- | --------- | ------- |
| 堀之内町 | 1,306世帯 | 1,451人 |

### 人口の変遷
国勢調査による人口の推移。
| 年                 | 人口  |
| ------------------ | ----- |
| 1995年（平成7年）  | 544   |
| 2000年（平成12年） | 547   |
| 2005年（平成17年） | 701   |
| 2010年（平成22年） | 773   |
| 2015年（平成27年） | 888   |
| 2020年（令和2年）  | 1,446 |

### 世帯数の変遷
国勢調査による世帯数の推移。
| 年                 | 世帯数 |
| ------------------ | ------ |
| 1995年（平成7年）  | 363    |
| 2000年（平成12年） | 359    |
| 2005年（平成17年） | 542    |
| 2010年（平成22年） | 587    |
| 2015年（平成27年） | 676    |
| 2020年（令和2年）  | 1,251  |

## 学区
市立小・中学校に通う場合、学区は以下の通りとなる（2025年1月時点）。
| 番・番地等 | 小学校             | 中学校               |
| ---------- | ------------------ | -------------------- |
| 全域       | 川崎市立宮前小学校 | 川崎市立富士見中学校 |

## 事業所
2021年（令和3年）現在の経済センサス調査による事業所数と従業員数は以下の通りである。
| 町丁     | 事業所数 | 従業員数 |
| -------- | -------- | -------- |
| 堀之内町 | 51事業所 | 449人    |

### 事業者数の変遷
経済センサスによる事業所数の推移。
| 年                 | 事業者数 |
| ------------------ | -------- |
| 2016年（平成28年） | 42       |
| 2021年（令和3年）  | 51       |

### 従業員数の変遷
経済センサスによる従業員数の推移。
| 年                 | 従業員数 |
| ------------------ | -------- |
| 2016年（平成28年） | 539      |
| 2021年（令和3年）  | 449      |

## 交通
- 京急本線・大師線 京急川崎駅 徒歩15分[13]
- JR京浜東北線・東海道線・南武線 川崎駅 徒歩15分[13]
- 京急大師線港町駅から徒歩

## 周辺
- 国道15号（第一京浜）
- 国道409号（大師道）
- 川崎市役所
- 稲毛神社
- 川崎競輪場
- 川崎競馬場
- 川崎球場
- 川崎大師

## その他

### 日本郵便
- 郵便番号 : 210-0003[3]（集配局 : 川崎港郵便局[26]）

### 警察
町内の警察の管轄区域は以下の通りである。
| 番・番地等 | 警察署     | 交番・駐在所 |
| ---------- | ---------- | ------------ |
| 全域       | 川崎警察署 | 川崎駅前交番 |